# Майданецьке
Майдане́цьке — село в Україні, у Тальнівській міській громаді Звенигородського району Черкаської області. У селі мешкає 2069 людей.

## Історія
На південній околиці села, в урочищі Гребенюків Яр В. Мициком 1981 р. виявлено поселення раннього етапу трипільської культури, початку V тис. до н. е. Досліджено рештки наземного двоповерхового житла (Н. Бурдо, 1989) та 14 господарських ям (В. Мицик, Н. Бурдо у різні роки).

На північній околиці села Майданецьке в четвертому тис. до н. е. існувало велике трипільське поселення загальною площею близько 200 га, що мало до 2900 жител. Досліджено залишки близько сорока будівель, невеликого храму, виявлено гончарні горни та сліди укріплень у вигляді палісаду. У поселенні, ймовірно, проживало до 10-15 тис. мешканців, що робить його одним з найбільших енеолітичних поселень Європи того часу. Проіснувало це поселення за відомостями із розкопок близько двохсот років (3800-3600 рр. до н. е.). 
На території поселення досліджено два кургани бронзової доби, виявлено поховання ямної культури, датовані першою половиною III тис. до н. е. Збереглися насипи ще 5 курганів. Навпроти урочища Гребенюків Яр також є кургани — бронзової доби (один розкопано. В урочищі Широкий Берег виявлено сліди поселення ранньої бронзової доби поруч з трипільським протомістом. Біля села є кургани ранньої залізної доби із слідами давніх розкопів.
В урочищі Гелів Став виявлено сліди поселення черняхівської культури IV ст. до н. е.
Село Майданецьке (Майданець) згадується у документах починаючи з XVIII ст. У селі була своя церква.
В кінці XIX ст. у селі було споруджено цукровий завод, який проіснував до кінця XX ст.(нині — розібраний), з яким пов'язано будівництво каскаду ставків. В центрі села збереглася споруда водяного млина. На початку XX ст. у селі було два млини та два вітряки.
В селі у 80-ті роки XX ст. було створено краєзнавчий музей, розташований у старому шкільному приміщенні. Один з експонатів — діорама трипільського протоміста, відтворена на підставі археологічних досліджень.
Село постраждало внаслідок геноциду українського народу, проведеного окупаційним урядом СССР 1923—1933 та 1946–1947 роках.

## Відомі люди
В селі народилися:
- Деренівська Надія Павлівна — українська тележурналістка.
- Кугай Олена Гордіївна (* 1951) — українська поетеса.
- Герої Радянського Союзу:
  - Діденко Данило Григорович (* 24 грудня 1916 — † 20 вересня 1973)[1];
  - Захарчук Олександр Ананійович (* 24 листопада 1911 — † 6 вересня 1981)[2];

Над дослідженням трипільського поселення-протоміста 1971—1991 рр. працювали
- Шмаглій Микола Михайлович, кандидат історичних наук (1931—1994)
- Зіньковський Костянтин Володимиривич, старший науковий співробітник Одеського археологічного музею.
- Дудкін Валерій Павлович, академік Академії Національного прогресу (1943—2011)

## Інтернет-посилання
- Majdaneckie // Słownik geograficzny Królestwa Polskiego. — Warszawa : Druk «Wieku», 1884. — Т. V. — S. 918. (пол.)
- Majdaneckie // Słownik geograficzny Królestwa Polskiego. — Warszawa : Druk «Wieku», 1902. — Т. XV, cz. 2. — S. 291. (пол.)
- Погода в селі Майданецьке [Архівовано 26 березня 2008 у Wayback Machine.]
- Майданецкое — трипольский протогород